# Miguel de Villaviciosa
Miguel de Villaviciosa (Pasajes siglo XV- siglo XVI) fue un marino y militar guipuzcoano del País Vasco (España)  que fue el primer general de la Carrera de Indias tras el descubrimiento de América por Cristóbal Colón.
Participó en la toma de Loja (Granada) por los Reyes Católicos en 1486 arrebatando un pendón a los musulmanes.
Edificó el Palacio Villaviciosa, casa renacentista del siglo XVI que se conserva en Pasajes.

## Biografía
Miguel provenía de una familia que desde generaciones anteriores habían tenido vocación por la navegación guerrera, comercial o corsaria. 
En 1486 tuvo notoriedad en el asalto de Loja (Granada)donde arrancó a los musulmanes el pendón de oro, que añadió a su escudo de armas, juntamente con las medias lunas.
Fue el primer almirante general de la carrera de las Indias tras el descubrimiento de América por Cristóbal Colón en 1492.

Durante muchos años fue conocida esta familia y su palacio con el sobrenombre de "Pendón de Oro". 

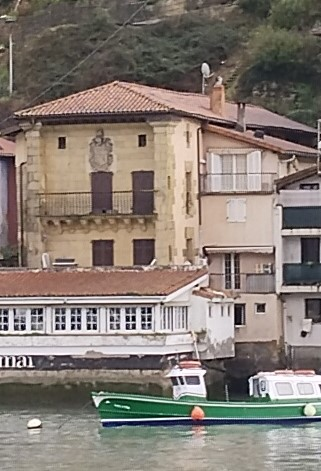
Palacio Villaviciosa

Otro hecho destacado fue su actividad familiar como constructores de barcos que compaginó con sus servicios en el ejército. Fueron naos y galeones admirados en su tiempo.
Construyeron sus barcos en los astilleros de Pasajes, siendo Bordalaborda y el Barrio Vizcaya dos de los emplazamientos escogidos. Algunas de estas embarcaciones participaron en expediciones tan reconocidas como la de Magallanes / Elcano y otras de mayor tonelaje formaron parte de las Armadas del Mar Océano.
Falleció en el siglo XVI y algunos de sus descendientes continuaron su vocación marina y militar. Su hijo Juanot participó en la expedición de Pedro Menéndez Avilés a Florida (Estados Unidos de América) en la que expulsaron a una colonia francesa y fundaron la ciudad habitada más antigua de Norteamérica.
. 